# Dodecaedro aumentato
In geometria solida, il dodecaedro aumentato è un poliedro con 16 facce che può essere costruito, come intuibile dal suo nome, aumentando un dodecaedro regolare facendo combaciare una delle sue facce con la base di una piramide pentagonale.

## Caratteristiche
Nel caso in cui la piramide pentagonale sopraccitata abbia come facce laterali dei triangoli equilateri, il dodecaedro aumentato creato è uno dei 92 solidi di Johnson, in particolare quello indicato come J58, ossia un poliedro strettamente convesso avente come facce dei poligoni regolari ma comunque non appartenente alla famiglia dei poliedri uniformi, ed è il primo di una serie di sette solidi platonici modificati tutti facenti parte dei solidi di Johnson.
Per quanto riguarda i 21 vertici di questo poliedro, su 15 di essi incidono tre facce pentagonale, su 5 incidono due facce pentagonali e due triangolari e sull'ultimo vertice incidono cinque facce triangolari.

## Formule
Considerando un dodecaedro aumentato avente come facce dei poligoni regolari aventi lato di lunghezza {\displaystyle a}, le formule per il calcolo del volume {\displaystyle V} e della superficie {\displaystyle A} risultano essere:
{\displaystyle V={\frac {a^{3}}{24}}\left(95+43{\sqrt {5}}\right)\approx 7,9646218\ldots a^{3};}
{\displaystyle A={\frac {a^{2}}{4}}\left(5{\sqrt {3}}+11{\sqrt {25+10{\sqrt {5}}}}\right)\approx 21,0903149\ldots a^{2}.}

## Poliedri correlati
Il dodecaedro aumentato può essere ancora aumentato utilizzando una piramide a base pentagonale e formando, a seconda della faccia sulla quale viene posizionata tale piramide, il dodecaedro parabiaumentato o il dodecaedro metabiaumentato, anch'essi facenti parte dei solidi di Johnson.